# Berta József (szabadságharcos)
Berta József (Veszprém, 1934. május 13. – Budapest, 1958. január 2.) szabadságharcos, 1956-os vértanú.

## Élete
Szüleit nem ismerte, Körmendi János szobafestőnél nevelkedett menhelyi gyerekként. A nyolc általános elvégzése után a Veszprémi Könyvterjesztő Vállalatnál helyezkedett el gyakornokként, majd elvégzett egy nyolc hónapos tanfolyamot. Ezt követően instruktori beosztásba került. 1952-ben betegsége miatt kilépett munkahelyéről, és kocsikísérőként, majd traktorosként dolgozott tovább. Megnősült, két gyermeke született. 1954 novemberében hívták be sorkatonai szolgálatra.
A forradalom idején Várpalotán teljesített szolgálatot bányászkatonaként. 1956. október 25-én elhagyta alakulatát, és bekapcsolódott a helyi forradalmi eseményekbe. Részt vett a tüntetésben, majd a pártbizottság és a rendőrség megtámadásában, utóbbi lefegyverzésében. Ekkor jutott egy golyószóróhoz. A felkelők torlaszokat, barikádokat építettek, majd a nap folyamán megtámadtak több Hajmáskér felől érkező szovjet gépkocsioszlopot. A gépkocsikat kilőtték, a szovjet katonák közül tizenhárman vesztették életüket. A harcot követően visszatért laktanyájába, ahol a további harchoz fegyvert és lőszert követelt, katonatársait pedig igyekezett rábeszélni, hogy csatlakozzanak a felkeléshez. A laktanya azonban másnap sem csatlakozott a megmozduláshoz, fegyvert sem adott ki, hiába követelték ezt a tüntetők, akik több eredménytelen ostromot is indítottak. Az egyik támadásban Berta is a Várpalotán állomásozó lövészezred ellen harcolt. Tagja lett a nemzetőrségnek, részt vett a bujkáló ÁVH-sok felkutatásában is. 1956. november 21-éig teljesített nemzetőrként szolgálatot. Ekkor értesültek arról, hogy a szovjet hadsereg letartóztatja a forradalomban részt vett személyeket. A közeli erdőbe vonultak vissza, azt tervezték, hogy folytatják a harcot, végül azonban az egység feloszlott, többen külföldre menekültek. Berta visszatért alakulatához, ahonnan december elején szerelt le. 
1957. február 14-én tartóztatták le. Első fokon 1957. november 2-án szervezkedés vezetése vádjával életfogytiglani börtönbüntetésre ítélték. Ezt a Legfelsőbb Bíróság Katonai Kollégiumának Különtanácsa Szimler János hadbíró alezredes vezetésével 1957. december 10-én halálos ítéletre súlyosbította. 1958. január 2-án kivégezték. 1990 után posztumusz honvéd őrnaggyá léptették elő.